# Pnina Gary
Pnina Gary (nacida Dromi, en hebreo: פנינה גרי; Nahalal, 24 de septiembre de 1927-Tel Aviv, 2 de agosto de 2023) fue una actriz y directora teatral israelí.

## Biografía
Nació en el Mandato británico de Palestina. Sus padres abandonaron Ucrania en 1919. Se formó en una escuela de agricultura y luego para ser maestra de guardería.
Durante la Guerra árabe-israelí de 1948, su prometido, un miembro del Palmaj fue abatido cerca del kibutz Beit Keshet.
En septiembre de 1948, fue voluntaria en varias ciudades alemanas para ayudar en guarderías de niños sobrevivientes al Holocausto. Allí conoció en Múnich al que sería su esposo, el periodista judeoestadounidense Robert "Bob" Gary y con el que tendría dos hijas Dorit y Meirav.
De 1953 a 1957, estudió arte dramático en Nueva York, en las escuelas privadas de Herbert Berghof y Lee Strasberg y en el Actors Studio.
De vuelta a Israel en 1959, cofundó el Teatro Zavit en Tel Aviv. De 1968 a 1980 fue actriz del Teatro Nacional Habima y de 1981 a 1990 directora artística del Teatro Orna Porat.
En 2006 recibió el premio por su trayectoria teatral del Ministerio de Educación y la ASSITEJ.